# Björn Bosæus
Björn Wilhelm Natanael Bosæus, född 2 maj 1924 i Uppsala, död där 8 september 2011, var en svensk ämbetsman och samhällsplanerare. Han var son till Wilhelm Bosæus och Alma Fjellström.
Bosæus blev politices magister vid Uppsala universitet 1949, byrådirektör vid Byggnadsstyrelsens planbyrå 1955, länsutredare i Uppsala län 1960 och innehade expertuppdrag vid inrikesdepartementet från 1963. Han var senare planeringsdirektör i Uppsala kommun.
Bosæus var styrelseledamot i Sveriges akademikers centralorganisation 1958–62 och i Föreningen för Samhällsplanering från 1963. Han var expert i 1959 års länsindelningsutredning, i 1961 års storstadsutredning och biträdande sekreterare hos indelningssakkunniga. Han var även landstingsman.
År 1989 promoverades Bosæus till filosofie hedersdoktor vid Uppsala universitet.